# 金卫西站
金卫西站又稱金衛火車西站、金卫货运火车站、金山卫西站，是一個位於中國上海市金山區的貨運站以及三级站，也是金山支线上的一個火車站。它受上海铁路分局闵行站管辖，也是上海石油化工总厂一個用來运输原材料和成品的火車站。
1976年，當局在金山卫石化地区卫八路和卫九路之间建設一個貨運站，因為地处金山卫西部，所以得名金卫西站。當時建筑面积约2000平方米。1986年迁至卫六路南端西侧。新站房为三层楼房，建筑面积2500平方米。